# 유다촌 (야마구치현)
유다촌(油田村)은 야마구치현 오시마군에 설치되었던 촌이다. 현재의 스오오시마정에 해당한다.

## 역사
- 1889년 4월 1일 - 정촌제 시행에 의해 2촌의 구역을 가지고 성립하였다.
- 1955년 4월 1일 - 와다촌, 모리노촌, 시라키촌과 합병해 도와정이 성립, 동일 유다촌은 폐지되었다.

## 참고문헌
- 角川日本地名大辞典 35 山口県